# Nando’s
Nando’s Group Holdings Ltd. – południowoafrykańska sieć restauracji, specjalizująca się w daniach z kurczaka w stylu portugalskim. Siedziba przedsiębiorstwa mieści się w Johannesburgu.
Przedsiębiorstwo zostało założone w 1987 roku przez Roberta Brozin i Fernando Duarte, którzy kupili wówczas restaurację Chickenland, zlokalizowaną w Rosettenville, na przedmieściach Johannesburga, jednocześnie zmieniając jej nazwę na Nando’s.
Obecnie, poza Republiką Południowej Afryki, sieć restauracji Nando’s działa w 30 krajach: w Australii, Bahrajnie, Bangladeszu, Botswanie, na Cyprze, Fidżi, w Indiach, Irlandii, Kanadzie, Katarze, Kuwejcie, Libanie, Lesotho, Malawi, Malezji, na Mauritiusie, w Namibii, Nigerii, Nowej Zelandii, Omanie, Pakistanie, Singapurze, Stanach Zjednoczonych, Suazi, Turcji, Wielkiej Brytanii, Zambii, Zimbabwe i Zjednoczonych Emiratach Arabskich.